# Accord de cessez-le-feu entre Israël et le Hezbollah au Liban en 2024
Pour un article plus général, voir Guerre entre Israël et le Hezbollah (2023-2024).
L'accord de cessez-le-feu entre Israël et le Hezbollah au Liban en 2024 vise à mettre fin aux affrontements transfrontaliers entre Israël et le Hezbollah qui ont commencé le 8 octobre 2023, aux bombardements israéliens au Liban qui ont commencé le 23 septembre 2024, et à l'invasion israélienne du Liban en 2024 qui a débuté le 30 septembre 2024. L'accord entre en vigueur le 27 novembre 2024.
Le cessez-le-feu n'est cependant que partiellement respecté par l'armée israélienne, qui effectue presque quotidiennement des frappes aériennes et des tirs d'artillerie sur le Liban et continue d'occuper de nombreuses localités dans le sud du pays. Il est parfois décrit comme un « cessez-le-feu à sens unique » puisque respecté seulement par le Hezbollah. Il a néanmoins permis de réduire l'intensité des bombardements.
127 personnes ont été tuées au Liban par Israël, dont plus de 65 civils, entre la date de conclusion du cessez-le-feu et le 3 avril 2025. Israël a commis 1 500 violations du cessez-le-feu durant cette période de près de quatre mois, d'après le gouvernement libanais, et 47 attaques ayant des conséquences mortelles. Au 10 juillet, plus de 260 personnes ont été tuées dans des attaques israéliennes depuis le cessez-le-feu.

## Contexte
Israël et le Hezbollah ont commencé à échanger des tirs le long de la frontière israélo-libanaise et sur le plateau du Golan occupé par Israël le 8 octobre 2023. Israël a également mené des frappes aériennes dans tout le Liban et en Syrie. Les affrontements faisaient partie des retombées de la guerre à Gaza et de la plus grande escalade du conflit Hezbollah-Israël depuis le conflit israélo-libanais de 2006. Le 30 septembre 2024, Israël a commencé une invasion terrestre du Liban.
Les États-Unis font obstacle, le 25 septembre 2024, à un appel au cessez-le feu au Liban, proposé à l'ONU par la France et le Royaume-Uni, au motif qu'Israël aurait un « problème de sécurité » et qu'il faudrait un texte diplomatique « plus complexe ».
Le 26 septembre, les États-Unis et la France trouvent une proposition commune en vue d'un appel au cessez-le-feu de 21 jours, durée pendant laquelle un accord au sujet de Gaza pourrait être conclu — le Hezbollah considérant qu'un cessez-le-feu à Gaza est la condition pour arrêter ses tirs de roquettes contre Israël. Cette proposition, soutenue par des pays européens et arabes et, nommément, par le Liban, est acceptée par le Hezbollah, mais rejetée par Israël, qui poursuit les bombardements ; le lendemain, le Hezbollah l'imite et continue ses tirs transfrontaliers. Benyamin Netanyahou réitère, le 15 octobre, son opposition à un cessez-le-feu au Liban au cours d'un entretien avec Emmanuel Macron.

## Contenu de l'accord
Le 26 novembre 2024, le Premier ministre israélien Benyamin Netanyahou a demandé l'avis du cabinet de sécurité d'Israël sur l'accord de cessez-le-feu. Le cabinet a voté à 10 voix contre 1 en faveur de l'approbation de l'accord, le seul opposant étant le ministre de la Sécurité nationale, Itamar Ben-Gvir.
Selon les rapports israéliens, l'accord de cessez-le-feu comprendra plusieurs clauses,, :
1. Le Hezbollah, ou tout autre mouvement armé au Liban, ne mènera aucune action offensive contre Israël.
2. Israël ne mènera aucune action offensive contre des cibles au Liban, y compris au sol, dans les airs et en mer.
3. Israël et le Liban reconnaissent l'importance de la Résolution 1701 du Conseil de sécurité des Nations unies.
4. L'armée libanaise et les forces de sécurité libanaises seront les seuls forces armées autorisées à opérer au sud du Liban.
5. La vente, la fourniture et la production d'armes au Liban seront sous la supervision et le contrôle du gouvernement libanais.
6. Toutes les installations non autorisées impliquées dans la production d'armes et de leurs accessoires seront démantelées, ainsi que les infrastructures et les positions militaires. Les armes non autorisées qui ne respecteraient pas ces obligations seront confisquées.
7. Un comité sera créé, il doit être acceptable pour Israël et le Liban, il supervisera et aidera à assurer l'application de l'accord. L'application de l'accord impliquera, entre autres, les États-Unis, le Royaume-Uni, la France et l'Allemagne.
8. Israël et le Liban signaleront toute violation éventuelle des engagements au comité et à la FINUL.
9. Les forces militaires libanaises seront déployées le long de toutes les frontières et points de passage du pays.
10. Au bout de 60 jours et après la fin du déploiement de l'armée libanaise et des forces de la FINUL au sud du Liban, les forces de Tsahal se retireront du Liban.
11. Pendant cette période, les membres du Hezbollah se retireront au nord du fleuve Litani, tandis que les forces armées qui seront autorisées à rester dans cette zone seront les Forces armées libanaises et la FINUL.
12. Israël conservera « une totale liberté d'action militaire » pour attaquer le Liban en cas de violation de l'accord par le Hezbollah ou une autre entité au Liban.
13. Aucune zone tampon ne sera établie entre les villages du Sud-Liban et Israël.
14. Les États-Unis favoriseront des négociations indirectes entre Israël et le Liban pour parvenir à une frontière terrestre reconnue.

## Contexte politique
Dans une annonce publique à la télévision israélienne après la délibération sur les termes du cessez-le-feu, le Premier ministre Benyamin Netanyahou a affirmé son soutien à l'accord au motif qu'un cessez-le-feu permettrait aux forces de défense israéliennes de se concentrer principalement sur les opérations dans la bande de Gaza contre le Hamas et contre « la menace iranienne ». Il a déclaré que « nous changeons le visage de la région ».
Il a en outre déclaré que le cessez-le-feu avait été envisagé en raison du succès israélien revendiqué lors de la  guerre entre Israël et le Hezbollah, car le Hezbollah n'était « plus le même groupe qui a lancé une guerre contre nous », et que les forces de défense israéliennes les avaient « fait reculer des décennies ». . Il a déclaré que l'armée israélienne avait atteint bon nombre de ses objectifs lors de l'invasion et des frappes aériennes en tuant la plupart des dirigeants du Hezbollah et en détruisant un grand nombre d'infrastructures libanaises qui leur étaient liées.

## Réactions

### Israël
Le ministre de la Sécurité Itamar Ben-Gvir a exprimé son mécontentement à l'égard de l'accord de cessez-le-feu car il ne fournit pas à Israël une « ceinture de sécurité », ne permet pas aux Israéliens de retourner dans le nord d'Israël et ne permet pas à l'armée libanaise de reprendre initiative contre le Hezbollah.
Le Premier ministre Benjamin Netanyahu a menacé d'une « guerre intensive » en cas de violation de la trêve avec le Hezbollah.

### Hezbollah
Quelques heures après l'entrée en vigueur du cessez-le-feu, le Hezbollah proclame sa « victoire sur l'ennemi », soulignant l'échec des « tentatives des forces ennemies de pénétrer et de s'établir dans l'une des villes de la première ligne du front »,.

### Yémen
Quelques heures après l'entrée en vigueur du cessez-le-feu, le porte-parole des Houthis, Mohammed Abdelsalam (ar), salue « la grande résistance du Hezbollah et du cher peuple libanais face à la brutale agression israélienne » et voit dans le cessez-le-feu une « nouvelle victoire » du Liban. Le lendemain, le chef des Houthis, Abdul-Malik al-Houthi, parle lui aussi d'une « victoire » en évoquant le cessez-le-feu. 

## Violations du cessez-le-feu
Les autorités françaises accusent le 1er décembre 2024 l'armée israélienne d'avoir d’avoir violé le cessez-le-feu à plus de 50 reprises en cinq jours, causant la mort de trois civils libanais, et reprochent au gouvernement israélien de contourner le comité international chargé de veiller au respect de l’accord. Israël a répondu à la France qu’il ne violait pas le cessez-le-feu, mais le faisait appliquer face aux violations du Hezbollah, qui nécessitent, d’après son ministre des Affaires étrangères, des « réponses en temps réel ». Selon le site d’information israélien Ynet, Paris a opposé qu’Israël n’avait pas signalé les violations du Hezbollah à la commission internationale et avait utilisé des moyens létaux entraînant la mort de civils.
La chaine américaine CNN rapporte le 3 décembre que la Finul (Force intérimaire des Nations unies au Liban) a recensé « environ 100 » violations israéliennes depuis le début de la trêve. Des bombardements aériens et des tirs d’artillerie ont touché des villages libanais tandis que des troupes au sol se sont emparées de villages frontaliers après le retrait des combattants du Hezbollah. L’armée israélienne continue, en outre, de bloquer l’accès à des dizaines de villages frontaliers aux habitants qui souhaiteraient regagner leur domicile.
Le gouvernement israélien menace le 3 décembre de « ne plus faire de distinction » entre le Hezbollah et l'État libanais si la guerre devait reprendre, avertissant que si l'armée libanaise « sous supervision américaine » ne démantèle pas les « infrastructures terroristes » du Hezbollah « tout l'accord s'effondrera ».
Dans une plainte déposée le 24 décembre au Conseil de sécurité des Nations unies, le ministère des Affaires étrangères libanais impute plus de 800 violations du cessez-le-feu aux forces israéliennes. Le secrétaire général de l’ONU, Antonio Guterres, a averti Israël que « l’occupation » et les opérations militaires israéliennes « [devaient] cesser ». Selon le quotidien libanais L’Orient-Le Jour, les raids de l’aviation israélienne ont fait 42 morts au Liban depuis l’entrée en vigueur du cessez-le-feu. Le Hezbollah, très affaibli, s’est jusqu’ici abstenu de riposter, mais en laisse planer la menace. « Nous faisons preuve de retenue, mais cela ne signifie pas que nous le ferons soixante jours durant », a averti le 4 janvier Naïm Qassem, secrétaire général du Hezbollah. Le 9 janvier 2025, Joseph Aoun, nouvellement élu président du Liban, déclare dans son discours d'investiture vouloir s'employer « à consacrer le droit de l’État [libanais] à avoir le monopole des armes » et qu’il respecterait la trêve établie fin novembre.
Les violations du cessez-le-feu sont cautionnées par les Etats-Unis depuis le retour au pouvoir de Donald Trump, qui garantit une totale liberté d’action à l’État israélien.

### Chronologie

#### Novembre 2024
Le 27 novembre 2024, le gouvernement israélien donne pour instruction à son armée de bloquer l'accès aux villages frontaliers du Liban-Sud aux habitants souhaitant retourner dans leurs domiciles. Quatre personnes sont arrêtées. Par ailleurs, des soldats israéliens ouvrent le feu sur des journalistes qui s'approchaient d'un village occupé, blessant trois d'entre eux.
Le 29 novembre, l'armée israélienne tire sur des villageois qui participaient à des funérailles, sans faire de victimes. Le même jour, l'armée israélienne revendique une frappe aérienne sur un camion présenté comme une « plate-forme mobile de missiles du Hezbollah ». En outre, des bombardements israéliens ciblent les localités de Markaba, Taloussé et de Bani Hayan, dans le caza de Marjeyoun, tandis que des bulldozers de l'armée israélienne ont pénétré dans d'autres villages frontaliers, également ciblés par des tirs d'artillerie israéliens.
Le 30 novembre, trois personnes, dont un enfant, sont blessées lors d’une frappe aérienne israélienne à Majdal Zoun. L’armée de l’air israélienne indique avoir attaqué « des sites d’infrastructure militaire près de points de passage entre la Syrie et le Liban, utilisés par le Hezbollah pour faire passer clandestinement des armes de Syrie au Liban ». Ces attaques seraient permises par une annexe à l’accord de cessez-le-feu ; mais si elle a été signée par les États-Unis, cela n’est pas le cas du Liban. L'agence officielle libanaise ANI a rapporté de son côté « une frappe de drone sur une voiture près de la ville de Majdal Zoun », dans le sud du Liban. Elle a également signalé un tir d'obus sur Khiam, un village frontalier, et des tirs d'armes automatiques. L'agence a fait état par ailleurs de « tirs d'artillerie intermittents » à la périphérie du village de Chakra, également dans le sud du Liban.

#### Décembre 2024
Le 1er décembre, l'armée israélienne dit avoir tué des combattants du Hezbollah dans le Sud. De son côté, l'agence officielle libanaise Ani a fait état d'une « violation continue du cessez-le-feu » dans le sud du Liban par les forces israéliennes, citant notamment des frappes sur les villages frontaliers de Yaroun et Khiam et des « tirs d'armes automatiques » dans d'autres secteurs.
Onze personnes sont tuées dans des bombardements israéliens sur deux villages le 2 décembre. Selon des médias locaux, les victimes sont notamment des familles qui venaient de rentrer dans ces villages après avoir été déplacées par la guerre. Le Hezbollah annonce pour la première fois depuis le début de la trêve exécuter des « tirs d’avertissement » sur des positions israéliennes. Dans un autre incident, un soldat libanais est blessé par une frappe de drone israélien sur un poste de l'armée libanaise.
Une habitation abritant une famille de personnes déplacées est bombardée par l'armée israélienne le 7 décembre. Au moins cinq civils sont tués et d'autres blessés.
Le 10 décembre, six personnes sont tuées dans des frappes de drones israéliens sur plusieurs villages libanais.

#### Janvier 2025
Le 12 janvier, des frappes israéliennes visent les postes-frontières de Janta et de Kasr à la frontière syro-libanaise.
Le 24 janvier, Israël accuse le Liban de n'avoir pas « totalement » respecté ses engagements et indique que son retrait du sud du Liban prendra plus de 60 jours, contrairement aux dispositions de l'accord de cessez-le-feu.
Le 25 janvier, l'armée israélienne ouvre le feu dans plusieurs villages du sud du Liban sur des personnes qui tentaient de revenir chez elle, comme le prévoyait l'accord de cessez-le-feu, faisant au moins 24 morts et 134 blessés,.
Le 28 janvier, l'armée israélienne bombarde la ville de Nabatiyé, faisant au moins 24 blessés selon un premier bilan.
Le 31 janvier, deux personnes sont tuées et dix blessées dans une frappe israélienne nocturne sur Janta, à la frontière entre le Liban et la Syrie.

#### Février 2025
Le 2 février, l'armée israélienne enlève un pécheur libanais au large de Naqoura. 
Le 6 février, l'armée israélienne bombarde une vallée de la région de Nabatiyé la région de Nabi Chit, Janta et les hauteurs de l'Anti-Liban.
Le 15 février, deux personnes sont tuées et quatre blessées dans une attaque de drones israéliens près de Nabatiyé.
Le 16 février, l'armée israélienne revendique des frappes contre des sites du Hezbollah.
Le 17 février, un membre du Hamas est tué dans une frappe israélienne par un missile guidé sur une voiture à Saïda. Plusieurs personnes sont blessées.
Le 19 février, un homme est tué et son épouse blessée dans une frappe d'un drone israélien. Le même jour, des tirs de mitrailleuse en provenance d'Israël vers plusieurs régions du Liban blessent deux personnes. Des tirs ont également visé un poste de l'armée libanaise, sans toutefois faire de blessés. Des forces israéliennes ont par ailleurs lancé deux grenades assourdissantes sur des habitants du village de Kfar Kila.
Le 23 février, une série de frappes israéliennes vise le Liban-Sud et les régions du Hermel et de Baalbeck. Ces raids ont fait au moins un blessé, une petite fille de nationalité syrienne.
Le 27 février, deux personnes sont tuées lors d'une attaque de drones israéliens sur la ville de Hermel, portant à 95 le nombre de personnes tuées par l'armée israélienne au Liban depuis l'instauration du cessez-le-feu.

#### Mars 2025
Le 3 mars, un homme est blessé par des tirs de mitrailleuse israéliens à la périphérie de Kfar Kila.
Le 6 mars, des tirs israéliens à Kfar Kila sur des ferrailleurs font trois blessés. Le même jour, un berger est blessé par un tir israélien à la périphérie du village de Rmeich.
Le 7 mars, l'armée israélienne revendique une quinzaine de raids aériens contre des « sites militaires du Hezbollah ».
Le 11 mars, au moins quatre personnes sont tuées dans des frappes israéliennes dans le sud du Liban.
Le 17 mars, deux personnes sont tuées et deux autres blessées sont tuées dans une frappe de drone israélien sur une mobylette dans la localité de Yohmor el-Chakif, près de Nabatiyé. Une camionnette et un supermarché se trouvant à proximité de la cible ont pris feu. Au moins 102 personnes ont été tuées à cette date au Liban par Israël depuis l'entrée en vigueur du cessez-le-feu.
Le 20 mars, l’aviation israélienne mène des frappes à Nabatiyé et dans la Békaa.
Le 22 mars, au moins huit personnes sont tuées, dont une petite fille, dans des bombardements israéliens contre plusieurs villes du Liban. L'armée israélienne affirme avoir riposté après avoir intercepté trois roquettes tirées depuis le Liban, les premières depuis l'entrée en vigueur du cessez-le-feu.
Le 24 mars, une personne est tuée dans une frappe d'un drone israélien sur Qaqaiyat al-Jisr.
Le 26 mars, une personne est tuée et une autre blessée dans une frappe d'un drone israélien sur Ma'aroub.
Le 27 mars, trois membres du Hezbollah sont tués dans une frappe d'un drone israélien sur Yohmor el-Chaki. Le même jour, un drone israélien prend pour cible une voiture sur la route reliant Barachit à Beit Yahoun, tuant ses deux occupants. Une personne est tuée et une autre blessée dans une autre attaque de drone sur un véhicule dans la localité de Ma'roub. Par ailleurs deux personnes sont blessées par un tir de l'armée israélienne en direction d'un groupe de personnes qui installaient un kiosque pour vendre du café à Houla. Des tirs israéliens sont également enregistrés dans la Békaa et l'artillerie israélienne pilonne une zone près de Yohmor el-Chakif, sans faire de victimes.
Le 28 mars, l'armée israélienne bombarde Beyrouth et le sud du Liban, tuant au moins cinq personnes, après le tir de deux roquettes en direction d'Israël. Le Hezbollah a démenti toute implication dans les tirs de roquettes, accusant l'État israélien de vouloir « créer des prétextes suspects pour poursuivre son agression sur le Liban ». Le président libanais Joseph Aoun assure que « tout indique » que « le Hezbollah n'est pas responsable » de ces tirs. L’un des projectiles a été intercepté par le « Dôme de fer » et l’autre s’est abattu en territoire libanais. Les frappes sur Beyrouth ont déclenché une panique ; les écoles ont été évacuées et une foule d’habitants sont partis à la hâte. Le gouvernement israélien avertit que la capitale libanaise sera bombardée « à chaque tentative » d'attaque en direction du territoire israélien.

#### Avril 2025
Le 1er avril, un nouveau bombardement israélien sur Beyrouth fait quatre morts, dont un responsable du Hezbollah, et sept blessés.
Le 3 avril, l'armée israélienne revendique une frappe aérienne contre un membre du Hezbollah dans le sud du Liban. La presse libanaise rapporte qu’une personne a été hospitalisée à la suite d'une frappe israélienne contre une voiture sur une route menant au village d’Alma el-Chaab. Deux personnes sont par ailleurs blessées dans une attaque de drone israélien dans le sud du Liban sur la route entre Bint Jbeil et Yaroun. D'autre part, l'armée israélienne bombarde un centre de santé à Naqoura, détruisant notamment deux ambulances et un camion de santé.
Le 4 avril, une frappe de drone israélienne sur Saïda tue un membre du Hamas palestinien et ses deux enfants .
Le 6 avril, une frappe israélienne tue deux personnes, que l'armée israélienne présente comme des « terroristes du Hezbollah », dans la ville de Zibqin dans le sud du Liban.
Le 7 avril, le propriétaire d'un magasin de mobylettes est tué et une personne blessée dans une frappe israélienne par drone sur le village de Taybé. Deux autres personnes sont blessées par des tirs israéliens sur le village de Beit Lif. En outre, l'armée israélienne a effectué une série de bombardements nocturnes sur la bande frontalière entre le Liban et Israël, notamment à Naqoura et Aïta el-Chaab. En fin de journée, deux Syriens qui circulaient à moto sont tués et un Libanais blessé lors d’une frappe israélienne sur la route de Dardara, dans le sud du Liban.
Le 8 avril, l'armée israélienne tire à la mitrailleuse sur le village de Meis el-Jabal, blessant deux civils, et un drone israélien tire une grenade assourdissante sur le port de pêche de Ras Naqoura, sans faire de victimes. Une femme qui avait été blessée le 22 mars dans une frappe israélienne sur Tyr succombé à ses blessures.
Le 16 avril, l'armée israélienne revendique l'assassinat d'un combattant du Hezbollah dans une frappe aérienne menée dans la région de Qantara. Une deuxième frappe israélienne touche la localité de Hanine et tue un civil et en blesse un autre selon le ministère de la santé libanais.
Le 17 avril, l'armée israélienne revendique des frappes contre des « sites du Hezbollah ». Une personne est tuée dans ces attaques.
Le 18 avril, une personne est tuée dans une frappe israélienne près de Saïda. Dans la soirée, l'armée israélienne revendique avoir « pris pour cible et éliminé un membre du Hezbollah dans la région d’Aïta El-Chaab. »
Le 19 avril, un hélicoptère israélien tire une grenade dans la cour d'une maison de Meis el-Jabal, sans faire de victimes.
Le 20 avril, l'armée israélienne bombarde plusieurs localités. À Kaouthariyet el-Siyyad, un drone a tiré sur une voiture, tuant son conducteur. Un autre homme a été tué dans une frappe de drone, cette fois sur une maison, à Houla. Un soldat de l'armée libanaise a été blessé lors d'une attaque israélienne près du Litani.
Le 22 avril, l'armée israélienne bombarde la localité de Hanniyeh, près de Tyr, tuant une personne. Par ailleurs, un dirigeant de la Jamaa Islamiya, parti sunnite rattaché aux Frères musulmans, est tué dans une frappe contre sa voiture à Baaouerta, dans le Mont-Liban.
Le 25 avril, l'armée israélienne tire à la mitrailleuse sur les villages de Kfar Kila et Khiam, sans faire de victimes.
Le 27 avril, l'armée israélienne tue un éleveur dans une frappe de drone à Halta. La victime, Amer Abd el-Aal, était un quadragénaire, tué alors qu'il travaillait dans son élevage de poulet.
Le 28 avril, l'armée israélienne bombarde Beyrouth, déclarant avoir visé un hangar contenant des armes du Hezbollah. Plusieurs immeubles résidentiels ont été endommagés. Les responsables libanais ont appelé Washington et Paris, censés être les garants de la trêve, à faire pression sur Israël pour que les attaques cessent, mais les deux capitales sont restées muettes.

#### Mai 2025
Le 1er mai, des frappes israéliennes font deux morts à Meis el-Jabal, dont un membre de la défense civile libanaise. Deux ouvriers syriens ont aussi été blessés dans ces frappes. L'armée israélienne affirme que les victimes étaient des militants du Hezbollah. Par ailleurs, l’artillerie israélienne a tiré un obus en direction de bergers de chèvres en périphérie de la localité de Chebaa, tandis qu'un drone israélien a largué trois grenades assourdissantes en direction de maisons dans la localité de Houla, sans faire de victimes.
Le 3 mai, des drones israéliens tirent sur une voiture dans la localité de Khartoum, blessant au moins deux personnes. Un autre drone israélien lance deux missiles entre les localités de Markaba et Talloussé. D'autre part, l’armée israélienne tire à la mitrailleuse en direction de Kfarchouba.
Le 5 mai, l'aviation israélienne attaque plusieurs localités à la frontière entre le Liban et la Syrie, ainsi que Tayr Harfa près de Tyr et Aïtaroun. 
Le 6 mai, un homme est tué et un autre blessé dans une frappe de drone sur le village de Kfar Remmane.
Le 7 mai, un militant palestinien du Hamas est tué dans une frappe de drone sur sa voiture à Saïda. D'autre part, un drone israélien a largué une bombe sur Kfar Kila.
Le 8 mai, l'armée israélienne bombarde la région de Nabatiyé, tuant au moins deux personnes et en blessant d'autres.
Le 11 mai, deux personnes venues dans le village de Maroun el-Ras pour inspecter leur maison détruite par les bombardements sont blessées par des tirs de soldats israéliens. Par ailleurs, un avion israélien a largué une bombe près de Tyr, tandis que des tirs d’artillerie israéliens ont visé les abords de Aïta el-Chaab, sans faire de victimes.
Le 13 mai, l'armée israélienne affirme avoir assassiné un « terroriste du Hezbollah » dans la région de la crête de Beaufort au Liban-Sud.
Le 14 mai, l'armée israélienne affirme avoir assassiné un « commandant local du Hezbollah » dans une frappe menée par un drone sur une camionnette qui circulait à Kaakaïyet el-Jisr au Liban-Sud. Le même jour, la Finul (Casques bleus au Liban) dénonce un « tir direct » d'Israël sur une de ses positions au sud du village de Kfarchouba. 
Le 15 mai, l'armée israélienne tue une personne dans un tir de drone sur une grue dans la région de Nabatiyé. Des drones israéliens ont lancé une grenade sur une maison à Kfar Kila et sur des maisons le long de la frontière. À Houla, l'attaque a été suivie de frappes avec plusieurs missiles menées par un hélicoptère. L'artillerie israélienne a visé Jabal al-Sadana avec une quinzaine d'obus. Des tirs de mitrailleuses ont ciblé une zone proche de Maroun el-Ras. 
Le 17 mai, l'armée israélienne affirme avoir assassiné « un commandant du Hezbollah » dans la région de Saïda avec un drone. Par ailleurs, l'artillerie israélienne a lancé deux obus au phosphore blanc sur la localité de Markaba, provoquant des incendies, puis un drone a largué une bombe sonore sur la village. Un drone a tiré une grenade contre plusieurs pêcheurs dans la localité de Naqoura. Des drones ont également tiré sur Yarine, Aïta el-Chaab, Kfar Kila et Dhaïra, causant des destructions. 
Le 18 mai, deux personnes, dont un soldat de l'armée libanaise, sont blessées par une frappe de drone israélien à Beit Yahoun. 
Le 19 mai, une personne est tuée et trois autres blessées par des attaques israéliennes dans plusieurs localités libanaises. Une frappe de drone près de Houla fait un mort, des tirs de mitrailleuses blessent une personne à Kfar Kila et une frappe de drone sur Srebbine fait deux blessés. En outre, l'armée israélienne bombarde le village de Bouday et largue une bombe sur une voiture à Dhaïra .
Le 20 mai, l'armée israélienne blesse neuf personnes, dont deux enfants, dans une frappe de drone sur la ville de Tyr. Trois des blessés sont dans un état critique.
Le 21 mai, une frappe de drone israélienne tue un automobiliste à Aïn Baal (en). Plus tard dans la journée, un autre drone israélien cible un bulldozer dans le village de Yater, tuant le conducteur du véhicule, Ali Hussein Soueidane, qui déblayait les décombres de sa maison. Une autre personne est grièvement blessée dans cette attaque. En soirée, une troisième frappe de drone vise une moto à Aïtaroun, tuant son conducteur. En outre, un drone israélien a largué des bombes sonores sur Kfarchouba, des tirs d’artillerie ont ciblé les hauteurs de Chebaa et Kfarchouba et une patrouille israélienne accompagnée de chars est entrée en territoire libanais au sud de Marjeyoun.
Le 25 mai, un drone israélien largue une bombe sur un quartier de Kfar Kila, alors que l’armée israélienne a tiré à la mitrailleuse dans cette localité, sans faire de victime. Un drone israélien a par ailleurs largué une bombe sonore sur la localité de Ramiyé.
Le 26 mai, l'armée israélienne bombarde le village de Brital et ses environs, tuant un habitant et en blessant plusieurs autres.
Le 27 mai, une personne est tuée par une frappe israélienne à Yater.
Le 29 mai, l'armée israélienne tue à Nabatiyé dans une frappe de drone un employé de la municipalité qui se rendait à la forêt pour activer une station de pompage d’eau. Par ailleurs, un secouriste est tué par des tirs israéliens alors qu’il inspectait sa maison dans le village de Kfar Kila. Le même jour, les forces israéliennes ont ouvert le feu à la mitrailleuse en périphérie de Kfarchouba. Un drone israélien a largué une grenade assourdissante sur le village de Beit Lif, blessant une personne. En soirée, l'armée israélienne mène de nombreux raids aériens sur le Liban, visant la vallée de Barghaz, Mahmoudiyé, Qatrani, Rihani, Tebna, Iklim el-Touffah, Yater et Chmestar.
Le 31 mai, l'armée israélienne tue dans le village de Deir Zahrani un membre du Hezbollah, Mohammad Jamoul, alors qu'il se rendait à la prière de l'aube, avec une attaque de drone.

#### Juin 2025
Le 1er juin, une personne est tuée et une autre blessée dans des frappes israéliennes de drone sur Beit Lif et Arnoun au Liban-Sud. Par ailleurs, deux personnes ont survécu à des tirs israéliens à Houla, alors qu'elles inspectaient leur maison. Une grenade assourdissante a en outre été larguée par un drone sur le village de Ramiyé.
Le 4 juin, l'armée israélienne enlève un pécheur au large de Ras Naqoura. Par ailleurs, des tirs de mitrailleuse en provenance d'Israël ont visé des bergers qui se trouvaient près de Wazzani, dans le caza de Marjeyoun.
Le 5 juin, l'armée israélienne bombarde la banlieue sud de Beyrouth, détruisant totalement neuf immeubles tandis que 71 bâtiments, 50 voitures et 177 institutions ont été endommagés. Ces bombardements constituent la quatrième attaque israélienne contre la périphérie de la capitale depuis l’entrée en vigueur du cessez-le-feu.
Le 6 juin, l'aviation israélienne bombarde la localité de Aïn Cana, blessant trois personnes et détruisant un immeuble.
Le 7 juin, l'armée israélienne enlève un berger à la périphérie du village de Chebaa. Par ailleurs, un drone israélien a largué une bombe sonore sur le village de Houla, visant un agriculteur, le blessant et endommageant son tracteur agricole. Peu après, l'armée a largué une seconde bombe entre les villages de Houla et Markaba.
Le 8 juin, une personne est tuée par le tir de deux missiles sur sa voiture par un drone israélien. L'artillerie israélienne a aussi tiré sur les abords de la localité de Dhaïra, à proximité d’une position de l’armée libanaise.
Le 10 juin, un père et son fils, qui faisaient paître des moutons, sont tués dans une frappe israélienne près de Chebaa. Le deuxième fils de la victime a été blessé.
Le 11 juin, une personne est tuée et trois blessées dans une frappe de drone israélien sur le village de Beit Lif. L’armée israélienne a également poursuivi ses incursions terrestres en territoire libanais et ses survols du pays au moyen d'avions et de drones.
Le 13 juin, l'armée israélienne largue une bombe contre un bateau de pêche au large de la localité de Ras Naqoura.
Le 14 juin, l'armée israélienne tire deux missiles sur la localité de Beit Lif, blessant trois personnes, dont l'une grièvement. L'armée israélienne a également bombardé une zone située entre les villages de Kkar Kila et Deir Mimas, sans faire de victimes.
Le 15 juin, l'armée israélienne mitraille la région de Qatmoun et la région de Khiam.
Le 16 juin, l'armée israélienne tue dans une frappe de drone à Houla un apiculteur qui s'occupait de ses ruches. Par ailleurs, elle bombarde avec des tirs d'artillerie une zone dans la caza de Marjeyoun. En soirée, un drone israélien lâche une bombe près du village de Blida et un tir de mortier frappe le village de Khiam.
Le 17 juin, les forces israéliennes lancent des tracts destinés aux pêcheurs du Liban-Sud, particulièrement dans les ports de Tyr et de Naqoura, les menaçant de représailles s'ils s’approchaient des frontières maritimes entre le Liban et Israël. Plusieurs pécheurs libanais ont été tués ou enlevés par l'armée israélienne depuis le début du cessez-le-feu.
Le 18 juin, l'armée israélienne bombarde une maison à Barich, près de Tyr.
Le 19 juin, trois personnes sont tuées dans des attaques israéliennes près de Nabatiyé et près de Houla.
Le 21 juin, l'armée israélienne frappe avec un drone une poissonnerie de Naqoura, sans faire de victimes.
Le 23 juin, l'aviation israélienne tire des missiles sur les localités de Aïchiyé, Mahmoudiyé et Dimashqiyé, ainsi que sur plusieurs autres sites. Par la suite, des drones ont lâché des bombes sur la périphérie de Adaïssé et sur Kfar Kila.
Le 24 juin, l'armée israélienne tue trois personnes dans une frappe sur un véhicule près de Nabatiyé. L'une d'elles aurait été le directeur d’une société de change transférant des fonds pour le Hezbollah selon Tsahal.
Le 26 juin, l'armée israélienne tue deux personnes au Liban-Sud au moyen de drones, l'une près de Baraachit et l'autre à Beit Lif. Dans la soirée, des tirs d'artillerie et des frappes de drones ciblent Aïta el-Chaab. Enfin, les troupes israéliennes ont mitraillé la localité de Kfar Kila.
Le 27 juin, l'armée israélienne bombarde lourdement les collines avoisinant Nabatiyé et un drone lâche une bombe sur un immeuble de la ville. Une femme est tuée et 21 personnes blessées dans ces attaques. Par ailleurs, l’armée israélienne menace de faire exploser des maisons à Khiam. Dans la soirée, une frappe de drone sur Chaqra fait quatre blessés.
Le 28 juin, un homme est tué et un autre blessé par une frappe israélienne sur le village de Kounine. Par ailleurs, un hélicoptère israélien largue une grenade assourdissante près d'un fermier à la périphérie de Kfar Kila.

#### Juillet 2025
Le 2 juillet, un bombardement d’artillerie israélien visent les environs de la localité frontalière de Chebaa. Des tirs de mitrailleuse israéliens visent la région de Khiam et des drones israéliens lâchent des grenades sur trois localités du Liban-Sud.
Le 3 juillet, plus de dix frappes israéliennes ciblent le Liban. Une personne est tuée et cinq blessées dans une frappe de drone sur la ville de Khaldé. Les raids ont également visé plusieurs villages du Liban-Sud.
Le 5 juillet, un homme est tué dans une frappe israélienne près de l’hôpital Salah Ghandour à Bint Jbeil. Un drone israélien tire par ailleurs en direction d’un véhicule dans les hauteurs de Chebaa, sans faire de victimes.
Le 7 juillet, l'armée israélienne revendique l'assassinat de deux membres du Hezbollah au Liban-Sud avec des frappes de drones. 
Le 8 juillet, au moins trois personnes sont tuées et treize blessées dans des tirs de drone israélien sur Aïrouniyé. Un commandant palestinien était la cible de l'attaque selon Israël mais celui-ci aurait survécu selon des sources palestiniennes. Un ressortissant syrien a été tué ainsi que le propriétaire d’un garage situé à proximité du lieu de la frappe. Plusieurs enfants ont été mutilés dans la frappe, perdant un œil ou une main. Par ailleurs, une personne est tuée et plusieurs autres sont blessées dans une frappe de drone à Babliyé. L'armée israélienne largue d'autres part des bombes sur Kfar Kila, sans faire de victimes mais causant des destructions matérielles.
Le 9 juillet, l'armée israélienne attaque le village de Kfar Kila et y fait exploser une maison.
Le 10 juillet, une frappe israélienne sur Mansouri fait un mort et deux blessés. Par ailleurs, dans la nuit, un drone israélien a lancé deux missiles contre un café de Yohmor el-Chakif, près de Nabatiyé, sans faire de victimes. Des tirs d'artillerie ont également visé la périphérie de Wazzani et Aïtaroun, tandis que des bombes incendiaires ont été larguées à la périphérie de Blida.
Le 11 juillet, un militaire retraité est tué dans une attaque de drone israélien près de Nabatiyé. Près de Hasbaya, des soldats israéliens ont tiré sur un groupe d’agriculteurs, sans faire de victimes, et détruit un générateur électrique au cours d'une incursion. Des drones israéliens ont largué des bombes sur un verger du village de Dhaïra. Des frappes de drone ont aussi été signalées à proximité de civils dans la localité de Kfar Kila.
Le 12 juillet, un membre du Hezbollah est tué dans une frappe de drone israélien à Khiam.